# Jean-François Fonlupt
Pour les articles homonymes, voir Fonlupt.
Jean-François Fonlupt (né à Annecy le 29 juillet 1951) est un producteur français de cinéma international.

## Biographie
Jean-François Fonlupt, né le 29 juillet 1951 à Annecy, est un banquier d'affaires et producteur de cinéma français, connu pour avoir dirigé la société de production Ciby 2000, filiale du groupe Bouygues.

### Lancement de Ciby 2000
En 1990, Francis Bouygues, se lance dans la production cinématographique avec la société Ciby 2000 avec un investissement initial de 300 millions de francs (46 millions d'euros) et en confie la responsabilité à Jean-François Fonlupt. Celui-ci devient alors vice-président, puis président du directoire de Ciby 2000. Après la mort de son fondateur en 1993, Fonlupt poursuit le projet, menant la société à devenir un acteur majeur du cinéma français et international. Sous sa direction, Ciby 2000 produit de nombreux films, dont La Leçon de piano, Underground, Talons aiguilles et Little Buddha, et accumule des distinctions prestigieuses : Palmes d'or, Oscars, César et Lion d'argent.

### Vision artistique de Ciby 2000
Fonlupt oriente Ciby 2000 vers une approche permettant aux réalisateurs de créer des œuvres originales et culturelles destinées à un public international, tout en préservant leur indépendance artistique. Le producteur Pierre Rissient décrit la société comme ayant le charme capiteux des indépendants. Le réalisateur britannique Mike Leigh souligne également cette vision, racontant que Fonlupt lui a offert le plus gros budget de sa carrière sans imposer de contraintes, si ce n’est celle de réaliser un film optimiste.
Dans l'article de L'Express du 19 octobre 1995, Sophie Grassin explore la controverse autour du film Underground d'Emir Kusturica. Le film, primé à Cannes, a suscité des réactions vives en raison de ses prises de position sur la guerre en ex-Yougoslavie. Certains critiques, comme Alain Finkielkraut, ont accusé Kusturica de sympathies pro-serbes, tandis que d'autres louent le film pour sa critique acerbe de la guerre et de la propagande. Jean-François Fonlupt, défend le film contre les accusations de coproduction avec la télévision de Belgrade, précisant qu'elle a seulement préacheté le film.
Dans l'émission « Le Masque et les Palmes » de France Inter du 26 mai 1996, les intervenants discutent du film Secrets et mensonges de Mike Leigh, qui a remporté la Palme d'or au Festival de Cannes 1996. Les critiques analysent le film, exprimant des opinions variées. Michel Ciment se réjouit de voir Mike Leigh reconnu comme un grand artiste, tandis que Thierry Jousse émet des réserves, le qualifiant de fable optimiste sans vision révolutionnaire.
Dans l'article de L'Express du 30 mai 1996, il est mentionné que Ciby 2000 concilie cinéma d'auteur et succès au box-office, attirant des réalisateurs de renom et produisant des films artistiquement et commercialement réussis.
Dans l'article de L'Express du 17 avril 1997, Jean-François Fonlupt exprime ses préoccupations concernant l'impact de la télévision sur le cinéma français. Les chaînes privilégient les films à fort potentiel commercial, au détriment du cinéma d'auteur. Cette tendance pourrait marginaliser les films français face aux productions américaines et mettre en péril la diversité artistique.

### Ascension économique de Ciby 2000
Au début des années 1990, Ciby 2000 s’impose comme l'un des principaux producteurs français, aux côtés de Canal Plus, Gaumont et Renn Production.
Dans un article Les Echos du 6 décembre 1993, Fonlupt annonce les premiers bénéfices de la société, avec un résultat de 10 millions de francs, après une perte de 18 millions en 1992. Il annonce également chercher à s'allier à une major américaine pour renforcer la compétitivité du cinéma français.
Un article des Échos signale qu'en 1994, avec plus de 6,7 millions d'entrées, « La Leçon de piano » est le film français (produit en France) qui aura connu le plus grand succès en salles sur le marché américain. Cette œuvre a généré plus de 650 millions de francs de chiffre d'affaires à travers le monde, hors exploitation vidéo.
L'article dans Le Monde du 22 mai 1994 décrit la montée de Ciby 2000 comme un acteur clé dans la distribution de films en France, créant ainsi une "nouvelle major" avec des ambitions internationales.
Dans un article de l'Express du 6 octobre 1994, il est décrit comment la filiale cinéma du groupe Bouygues, est devenue une machine à profits sous la direction de Jean-François Fonlupt. Sur une trentaine de films produits en trois ans, les deux tiers ont été largement bénéficiaires, générant des revenus importants. La société prévoit de renforcer sa présence aux États-Unis en signant un accord avec une major américaine.
Dans l'article des Échos du 7 avril 1995, Jean-François Fonlupt et Ciby Distribution prévoit d'ouvrir des agences à Lyon, Bordeaux et Marseille, visant à distribuer une dizaine de films par an et devenir un acteur majeur indépendant.
Dans le The New York Time du 8 janvier 1996, Jean-François Fonlupt a défendu la modernisation du cinéma français, suggérant d’adopter des techniques de production américaines. Il a souligné la nécessité de se préparer à la fin du système des quotas et de construire une industrie cinématographique compétitive à l’échelle internationale.
Dans l'article de L'Express du 30 mai 1996, Jean-François Fonlupt et la société Ciby 2000 est mis en avant pour son investissement annuel de 250 millions de francs dans le cinéma. En 1995, Ciby 2000 a généré 350 millions de francs de recettes, réparties équitablement entre la France, l'étranger et les ventes aux télévisions. Fonlupt ajuste ses investissements en fonction des succès et des risques, comme en renonçant à Short Cuts 2 après l'accueil tiède de Kansas City.

### Fin de Ciby 2000
En 1998, Ciby 2000 cesse ses activités, à la suite de la décision de Martin Bouygues de recentrer les investissements du groupe sur la téléphonie mobile,,. La société Paramount propose un rachat pour 500 millions de francs, mais Monique Bouygues, veuve de Francis Bouygues, refuse l’offre. Le catalogue de Ciby 2000 est finalement dispersé entre TF1, MK2 et d’autres entités.

### Anecdote Ciby 2000
Dans Première du 7 mai 2015, Jean-François Fonlupt, raconte une soirée de fête après la Palme d'Or du film d'Underground qui a dégénéré en bagarre violente, à cause d'un malentendu avec un garde du corps de Johnny Depp. Bien que l'incident ait provoqué chaos et blessures mineures, il souligne que cette soirée reflétait un esprit décomplexé, aujourd'hui perdu avec la professionnalisation des événements à Cannes.

### Production en indépendant
Après l’arrêt de Ciby 2000, Jean-François Fonlupt fonde Emotion Pictures en 1998 pour continuer à produire des films indépendants.
Dans l'article de L'Express du 1er avril 1999, il est mentionné que Jacques Séguéla a coproduit son premier film avec Jean-François Fonlupt. Ensemble, ils ont créé le long-métrage Sympathico, inspiré d'une pièce de Sam Shepard, avec Sharon Stone en tête d'affiche.
En 2000, Jean-François Fonlupt produit 101 Reykjavik, premier film de Baltasar Kormakur. On retrouve le même tandem sur le deuxième film du réalisateur, The Sea,.
Son dernier projet avec cette société est Le Voile des illusions sorti en 2006. Selon The New York Times, Naomi Watts et Edward Norton offrent dans ce film des performances intenses et nuancées, tandis que Toby Jones brille dans un rôle secondaire.
En 2010, il lance MonFilm.com, une plateforme de VOD interactive permettant aux internautes de participer à la production de films et de monétiser des webséries. Parmi les projets initiaux figurent Draculi & Gandolfi et L'Étoile du jour de Sophie Blondy, avec Béatrice Dalle, Tchéky Karyo et Iggy Pop. Cependant, faute de moyens financiers, le projet est rapidement interrompu, et Fonlupt s’éloigne du secteur de la production cinématographique.
Dans l'émission C à Vous et rapporté par Closer le 15 septembre 2016, Jean-François Fonlupt est critiqué par l'actrice Béatrice Dalle pour avoir quitté en plein tournage le film L'étoile du jour.

### Publications littéraires
En 2024, il publie Le goût de la pomme aux éditions Maïa. Le livre raconte l’histoire d’un couple et de ses épreuves dans l'univers du cinéma. Ce roman, inspiré de son parcours professionnel, mêle fiction et réflexion sur les dynamiques humaines et professionnelles, il explore les thèmes du changement, de la résilience et des leçons de la vie.

## Événements internationaux
Jean-François Fonlupt a animé deux événements à Paris, organisés par l'association Studio Phocéen. Consacrées au duanju (fiction verticale mobile), un format émergent, ces rencontres ont eu lieu le 23 novembre 2024' et le 14 juin 2025. Elles ont réuni des professionnels et des créateurs du secteur. Jean-François Fonlupt était accompagné des acteurs Michel La Rosa, Jean-Louis Barcelona et Magali Semetys.

## Films produits sous sa direction avec Ciby 2000
- 1991 : Talons aiguilles, de Pedro Almodóvar, avec Victoria Abril
- 1991 : Une époque formidable, de Gérard Jugnot, avec Richard Bohringer
- 1992 : Le Grand Pardon 2, de Alexandre Arcady
- 1992 : Twin Peaks: Fire Walk with Me, de David Lynch
- 1993 : La Leçon de piano, de Jane Campion  avec Holly Hunter et Harvey Keitel
- 1993 : Kika, de Pedro Almodóvar, avec Victoria Abril
- 1993 : Little Buddha, de Bernardo Bertolucci avec Keanu Reeves
- 1993 : L'Ombre du doute, de Aline Issermann, avec Mireille Perrier, Alain Bashung, Sandrine Blancke, Emmanuelle Riva
- 1994 : La fille de d’Artagnan, de Bertrand Tavernier avec Sophie Marceau, Philippe Noiret et Claude Rich
- 1994 : Au travers des oliviers, de Abbas Kiarostami, avec Mohammad Ali Keshavarz
- 1994 : Casque bleu, de Gérard Jugnot avec Victoria Abril et Jean-Pierre Cassel
- 1994 : Muriel, de Peter Hogan avec Toni Colette, Rachel Griffiths, Bill Hunter
- 1995 : Underground, de Emir Kusturica, avec Miki Manojlović
- 1995 : La fleur de mon secret, de Pedro Almodóvar, avec Marisa Paredes
- 1995 : Le Maître des éléphants, de Patrick Grandperret  avec Jacques Dutronc
- 1996 : Secrets et mensonges, de Mike Leigh, avec  Brenda Blethyn
- 1996 : Kansas City, de Robert Altman, avec Jennifer Jason Leigh
- 1996 : Fallait pas !..., de Gérard Jugnot, avec François Morel et Michèle Laroque.
- 1997 : Le goût de la cerise, de Abbas Kiarostami, avec Homayun Ershadi
- 1997 : En chair et en os, de Pedro Almodóvar, avec Javier Bardem
- 1997 : Lost Highway, de David Lynch  avec Bill Pullman et Patricia Arquette
- 1997 : The End of Violence, de Wim Wenders, avec Bill Pullman
- 1998 : Chat noir, chat blanc, de Emir Kusturica avec Bajram Severdžan
- 1999 : Une histoire vraie, de David Lynch

## Films produit avec sa société de production Emotion Pictures[30]
- 1999 : Simpatico, de Matthew Warchus avec Sharon Stone, Nick Nolte, Jeff Bridges, Catherine Keener et Albert Finney
- 2002 : Ginostra, de Manuel Pradal avec Harvey Keitel, Andie MacDowell, Francesca Neri
- 2002 : The Sea, de Baltasar Kormákur avec Gunnar Eyjólfsson, Hilmir Snær Guðnason, Hélène de Fougerolles
- 2006 : Le Voile des illusions, de John Curran, avec Edward Norton et Naomi Watts

## Les acteurs
Jean-François Fonlupt a produit des films avec de nombreux acteurs et personnalités internationales comme Victoria Abril, Keanu Reeves, Sharon Stone, Edward Norton et Naomi Watts. Il a également travaillé avec des personnalités françaises telles Gérard Jugnot, Sophie Marceau, Philippe Noiret, Claude Rich, Richard Bohringer et Alain Bashung.

## Sources écrites
- Who’s Who in France : Dictionnaire biographique de personnalités françaises vivant en France et à l’étranger, et de personnalités étrangères résidant en France, 42e édition pour 2011 éditée en 2010, 2270 p., 31 cm  (ISBN 978-2-85784-051-0), notice « Fonlupt, Jean-François, Christian ».